# Enrico Polo
Enrico Polo (Parma, 18 novembre 1868 – Milano, 3 dicembre 1953) è stato un violinista italiano.

## Biografia
Allievo dal 1879 presso la Regia Scuola di Musica di Parma, Polo studiò violino e composizione, diplomandosi nel 1887 con il massimo dei voti.
Nel 1893, grazie al sostegno economico del conte Stefano Sanvitale, poté perfezionarsi presso la Hochschule di Berlino con József Joachim, dove apprese anche la lingua tedesca. Amico di Arturo Toscanini fin dai primi anni di studio, diventò il cognato del celebre direttore d'orchestra, sposandone la sorella della moglie. 
Il celebre Quartetto Polo fu fondato a Milano nel 1906, con Enrico Polo al primo violino,  Costantino Soragna al secondo violino (sostituito  poi da Michelangelo Abbado), Guglielmo Koch alla viola e Camillo Moro al violoncello.
Enrico Polo formò inoltre un duo con il pianista Ernesto Consolo, proponendo il ciclo completo delle Sonate di Beethoven. 
Polo, che nutriva un appassionato interesse per la vita e l’opera di Paganini, raccolse un’importante collezione di manoscritti e varie edizioni ottocentesche. Negli ultimi anni di vita fece dono dei suoi libri e dei suoi spartiti alla biblioteca del Conservatorio milanese, dove era stato insegnante. Fra i suoi allievi, Michelangelo Abbado, Andreina Paganini, Aldo Tonini e il domese Mario Ruminelli.

## Scritti
- A proposito di cimeli paganiniani dispersi, in «Musica d’oggi», XVIII, (1936), pp. 392-393.